# Église Saint-Félix de Sousse
L'église Saint-Félix de Sousse, située dans la ville de Sousse en Tunisie, est une église catholique construite à l'époque du protectorat français. Elle fait partie des six lieux de culte catholique autorisés par le gouvernement tunisien après l'indépendance. Elle assure toujours des offices de nos jours.

## Premiers édifices

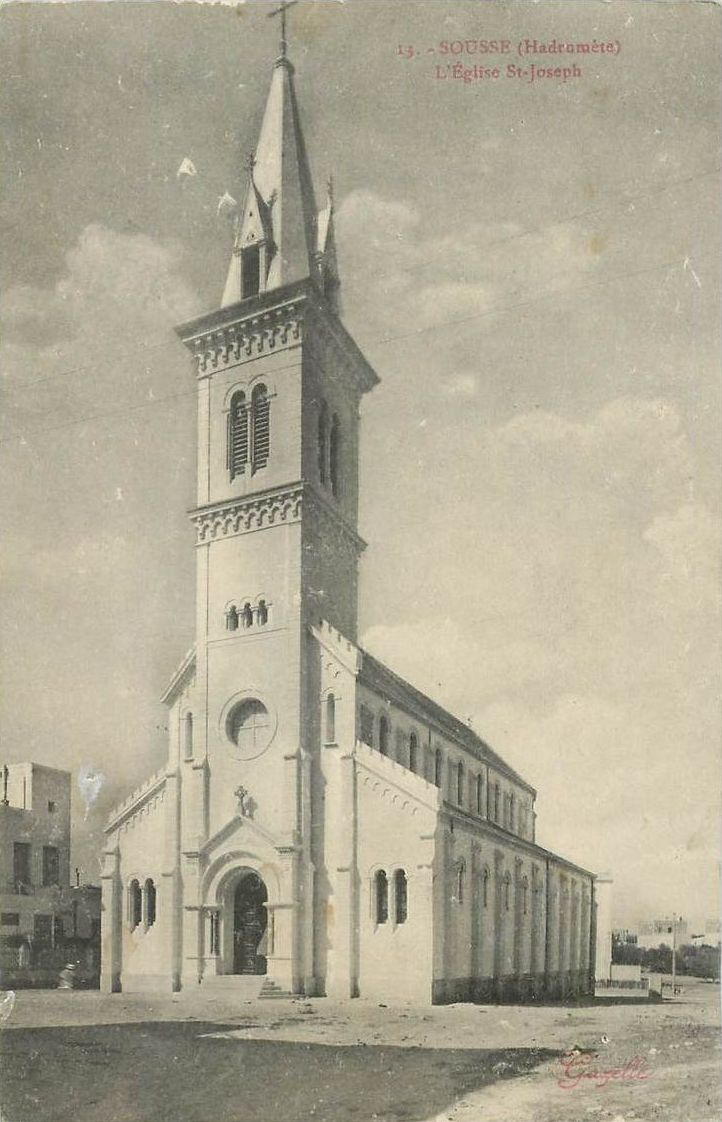
Église Saint-Joseph vers 1922.

L'installation de négociants européens et la présence d'esclaves capturés à l'époque de la course sont à l'origine des premiers lieux de culte chrétien dans la ville. Des moines capucins viennent alors de Tunis pour célébrer les offices lors des grandes fêtes religieuses chrétiennes. Faute d'habitation permanente, ils sont hébergés par le consul de France ou celui de Sardaigne, qui mettent à leur disposition une pièce du consulat pour y donner la messe.
En 1836, le Saint-Siège obtient de Moustapha Bey l'autorisation de créer la paroisse de Sousse relevant de Tunis. La population chrétienne est alors estimée à 400 personnes. L'année suivante, à la demande du consul de France, Ahmed Ier Bey autorise la location à titre perpétuel d'une maison pour un loyer de 150 piastres à condition de réparer ce qui devait l'être. Une chapelle y est installée et bénie le 28 juillet 1839. Les prêtres qui la desservent logent dans une maison d'habitation louée à proximité.
L'arrivée du père Agostino da Reggio, le 26 octobre 1856, est un tournant dans la vie de la communauté chrétienne de Sousse. Dès son arrivée dans une ville décimée par une épidémie de choléra, il entreprend la construction de la chapelle Saint-Joseph dans ce qui était alors le cimetière catholique de la ville. Cette église reste en activité jusqu'à l'indépendance de la Tunisie en 1956.

## Construction de l'église Notre-Dame

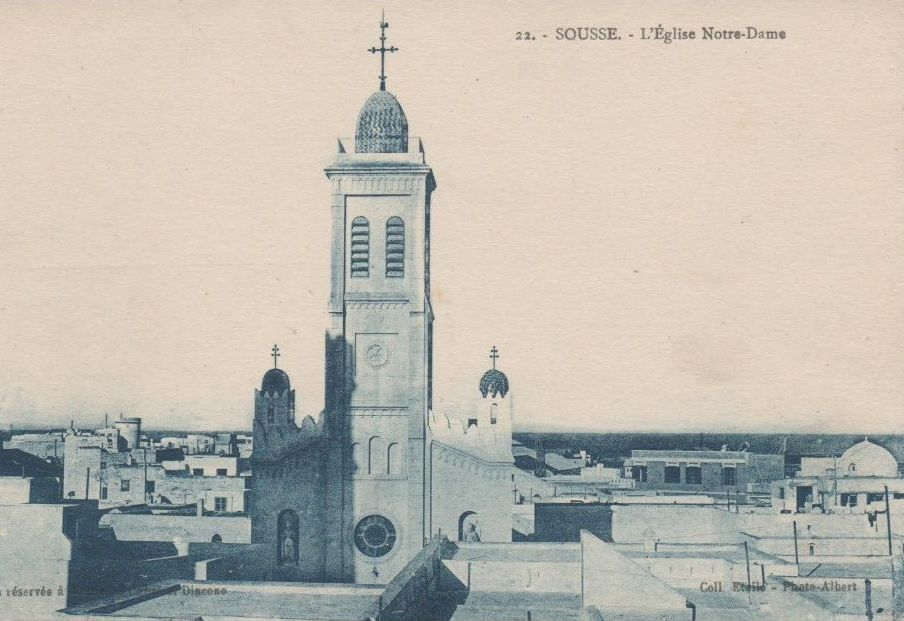
Église Notre-Dame vers 1922.

En 1862, le père Agostino obtient de Sadok Bey l'autorisation d'ouvrir une école dans une maison arabe de la médina. En 1865, le souverain donne son accord pour l'érection d'une église en ce lieu. Toute la communauté chrétienne participe aux travaux dirigés par Amédée Gandolphe et Laurent Mifsud. Dès les premiers coups de pelle, les terrassiers tombent sur une nécropole punique qui rappelle l'ancienneté de l'occupation du lieu. En mémoire de cette trouvaille, une inscription latine, Supra phenicum holocosta sedeo, est ajoutée à l'intérieur et au-dessus de l'entrée de l'édifice. Enfin, le 15 juin 1867, la nouvelle église consacrée à l'Immaculée Conception est bénie par Monseigneur Fidèle Sutter.
Située dans l'actuelle rue de l'Église, à proximité de la Grande Mosquée de Sousse, elle est par la suite renommée en église Notre-Dame-de-l'Immaculée-Conception et reste le principal lieu de culte chrétien jusqu'à la construction de l'église Saint-Félix.

## Construction de l'église Saint-Félix
L'instauration du protectorat français en 1881 est à l'origine d'une forte augmentation de la population chrétienne de la ville avec l'arrivée de nombreux Maltais et Italiens. L'église Notre-Dame est vite trop petite. La communauté italienne en profite pour bâtir une chapelle déjà dédiée à saint Félix dans le quartier italien de Capace Grande.
Dès 1908, une souscription est ouverte pour l'érection d'un nouveau lieu de culte chrétien. En 1909, une pétition signée par 2 000 personnes est envoyée à la résidence générale de France à Tunis pour demander le soutien des autorités du protectorat. L'autorisation de construire une nouvelle église sur un terrain offert par un particulier est enfin accordée, avant d'être annulée alors que les travaux ont déjà commencé.
Faute d'autorisation pour un nouvel édifice, on agrandit en 1910 l'église Notre-Dame malgré l'exiguïté de l'emplacement. On construit une sacristie et un clocher de 34 mètres de haut dans lequel on installe deux cloches provenant de la cathédrale provisoire de Tunis. Le 22 octobre 1911, la cérémonie de bénédiction de l'édifice rénové est également l'occasion de bénir la première pierre de la future église Saint-Félix dont la construction est enfin autorisée.

L'édifice doit mesurer 28 mètres de long sur quatorze mètres de large. Le devis des travaux s'élève à 60 000 francs. L'avancement du chantier permet de bénir la première partie du bâtiment le 30 août 1914 ; il n'est achevé qu'en 1916 lorsque la croix couronne le clocher à 35 mètres de hauteur. Le bulletin paroissial le décrit ainsi : 
« Le style de Saint-Félix est d'inspiration romane, avec nef centrale, abside et deux bas-côtés séparés de la nef par une colonnade. Les chapiteaux des colonnes sont ornés de symboles provenant des catacombes de Sousse ; la croix grecque à quatre branches égales, connue en Tunisie avant l'arrivée du monothéisme, deux rameaux de palme entrecroisés, la colombe avec son rameau d'olivier et le monogramme constantinien composé de deux lettres grecques inscrites l'une dans l'autre. Aux murs des bas-côtés sont les stations du chemin de croix de facture moderne . »
Prenant acte du prochain achèvement de l'église Saint-Félix, la paroisse de Sousse est divisée en deux entre cette dernière et l'église Notre-Dame à partir du 12 décembre 1915, chacune des deux nouvelles paroisses disposant de son propre prélat. Cependant, même avec ce nouveau bâtiment, il n'y a pas assez de place pour tous les paroissiens. C'est ce que note le journal La Tunisie catholique en 1925 à l'occasion des fêtes de Pâques en estimant à 500-600 fidèles l'affluence quotidienne à Saint-Félix pendant que Notre-Dame en rassemble 500 autres. Pendant la Semaine sainte de 1931, 200 personnes ne trouvent pas place dans l'église et on doit leur donner la communion à l'extérieur. Seule la procession annuelle qui a lieu à travers la ville lors de la Fête-Dieu permet de rassembler tout le monde, toutes croyances confondues.

## Période de la guerre
La campagne de Tunisie débute en novembre 1942. L'importance de la ville en fait un objectif prioritaire pour les bombardements des avions anglais et américains. Les premières bombes américaines tombent sur la ville le 10 décembre mais c'est le bombardement du 12 mars 1943 qui fait le plus de dégâts. La toiture est endommagée et les vitraux volent en éclats. Cela n'empêche pas les offices de reprendre dès la fin des combats.

## Indépendance de la Tunisie
Les manifestations nationalistes ont une conséquence directe sur l'affluence dans les églises ; Notre-Dame située dans la médina est désertée car on y craint les agressions. Par ailleurs, les dons des fidèles s'en ressentent. Lorsque Saint-Félix recueille 43 750 francs en 1952, Notre-Dame n'en recueille que 6 700.
Pourtant, ces financements sont indispensables car l'église Saint-Félix nécessite de gros travaux de consolidation. Construite sur de l'argile, elle se lézarde et ses murs doivent être enserrés dans un corset de béton armé. La générosité des paroissiens permet de réunir les 2 100 000 francs nécessaires aux travaux. On en profite pour ouvrir des portes latérales. L'église rouvre au culte le 28 novembre 1954.
Toutefois, l'avenir s'annonce sombre pour la communauté chrétienne et les départs se succèdent. En 1958, on estime que la moitié des familles chrétiennes sont parties. Le Bulletin paroissial, qui avait informé les chrétiens tout au long du protectorat, cesse de paraître la même année faute d'abonnés.
Le modus vivendi signé entre le gouvernement tunisien et le Vatican le 10 juillet 1964 en prend acte. Les églises Saint-Joseph et Notre-Dame sont cédées au gouvernement tunisien avec l'assurance qu'elles ne seront utilisées qu'à des fins d'intérêt public compatibles avec leur ancienne destination. L'église Saint-Félix est l'un des six lieux de culte qui restent à la disposition de l'archidiocèse de Tunis pour y célébrer les offices catholiques.

## Depuis 2011
Le 24 juin 2011, des islamistes tentent d'incendier l'église Saint-Félix mais le feu n'a pas le temps de se propager et les dégâts sont limités. L'attentat est désapprouvé par les responsables musulmans modérés qui assurent le prêtre catholique de leur soutien. Les médias locaux ne mentionnent l'information que lorsqu'un suspect est arrêté trois semaines plus tard.
Des craintes d'attentat à l'occasion des fêtes de Pâques 2017 incitent les forces de l'ordre à renforcer la surveillance de l'église. Avec raison, puisque cela permet à la police d'appréhender un individu avant qu'il ne réussisse à mettre le feu à la porte de l'édifice qu'il avait aspergée d'essence.
Malgré toutes ces menaces, la paroisse, qui couvre les communautés catholiques de Sousse, Mahdia et Monastir, continue d'assurer les offices à destination des chrétiens locaux et des touristes. Depuis l'été 2016, elle est confiée à des pères lazaristes.
|      | Baptêmes | Mariages | Sépultures |
| ---- | -------- | -------- | ---------- |
| 1900 | 187      | 36       | 90         |
| 1910 | 235      | 52       | 87         |
| 1920 | 212      | 83       | 84         |
| 1930 | 253      | 62       | 105        |
| 1940 | 269      | 70       | 101        |
| 1950 | 250      | 60       | 71         |
| 1960 | 48       | 20       | 17         |
| 1970 | 9        | 0        | 5          |
| 1980 | 2        | 0        | 12         |
| 1990 | 1        | 0        | 1          |

## Ecclésiastiques responsables de la paroisse
- Gianbattista d'Agnona (1836-?) ;
- Agostino da Reggio (1856-1882) ;
- Raffaela da Malta (1882-?) ;
- Auguste-Fernand Leynaud (1901-1916) ;
- Abbé Morlais (1916-1920) ;
- Abbé Patiniot (1920-?) ;
- Abbé Orinel (?-?) ;
- Abbé Maës (?-1941) ;
- Abbé Heling (1945-1952) ;
- Abbé Krebs (1952-1956) ;
- Abbé Nunninck (1956-?) ;
- Abbé Attard (?-1968) ;
- Gaston Aquilina (1968-1984).